# Смирнов Борис Васильович
Бори́с Васи́льович Смирно́в (*1881 — †1954) — російський радянський художник, портретист і пейзажист, викладач Московського художнього інституту. Учень Лева Дмітрієва-Кавказького і Олександра Кисельова.

## Біографія

### Становлення

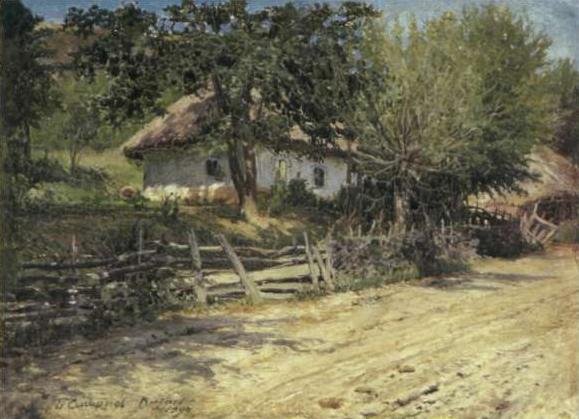
«Хатина в Китаєві», 1900, одна з ранніх робіт художника
Донецький художній музей
(Китаєв — історичне передмістя Києва, нині в межах міста)

Борис Васильович Смирнов народився 1881 року у місті Владикавказ, на півдні Російської імперії, в сім'ї вчителя. А початкову художню освіту здобув в Києві, в малювальній школі Миколи Мурашка, де навчався з 1899 року. Продовжив навчання в Петербурзі, в студії відомого живописця Лева Дмітрієва-Кавказького (1902-1903), а потім — вступив до Петербурзької академії мистецтв, працював в пейзажному класі Олександра Кисельова. 
1903 року молодий художник через серйозне захворювання (яке саме — в джерелах не повідомляється) вимушений був залишити Академію. Як невелику «компенсацію», отримав свідоцтво про те, що має право бути викладачем малювання в середніх навчальних закладах. В 1904 році був художником у науковій експедиції по Середній Азії — опублікував потім книгу дорожніх нарисів (з малюнками автора). Деякий час жив у Середній Азії і на Далекому Сході — в тому числі в Іркутську і Красноярську.

### Україна і Москва

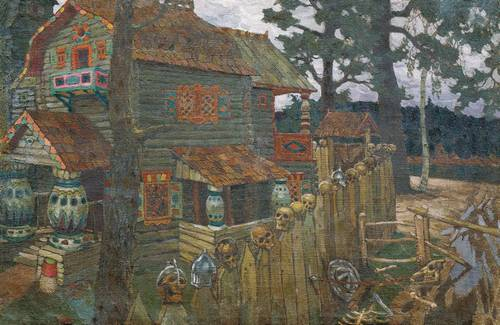
«Терем Солов'я-розбійника»
1914, полотно, олія

1905 року Смирнов за станом здоров'я (сухоти) переїхав на південь, в Україну, до Катеринослава (нині — Дніпро), де викладав у вчительському інституті. Брав участь в організації художнього музею в місті.
У подальші роки часто подорожував півднем України, писав численні пейзажі і портрети: «Фонтан в Судаку», «Вигляд з вершини Ай-Петрі», «В Павлограді», «Дорога в степу», «Портрет дитячої письменниці Е.А. Смирнової», «Автопортрет», «Сонячний день на Дніпрі», «В саду в Києві», «Ярмарок в Україні», «Підпасок», «Будинок в Катеринославі» та інші. Побував у науковій експедиції по Середній Азії як художник, опублікувавши 1914 року книгу дорожніх нарисів (з малюнками автора).
1911 року Смирнов був делегатом Першого всеросійського з'їзду художників, де прочитав доповідь з питань художньої освіти (доповідь опублікована в першому томі праць з'їзду). Після Жовтневої революції, з 1918 по 1920 рік, багато працював над написанням великих картин агітаційного змісту, якими прикрашали Катеринослав в дні революційних торжеств. З 1918 року — брав участь в художніх виставках.
1921 року почався новий етап в творчості художника. Він переїхав до Москви, активно працював в Об'єднанні художників реалістів, викладав живопис в Московському художньому інституті та інших художніх навчальних закладах. В цей період Смирнов малював в жанрі соцреалізму — це картини «Робітники в санаторії», «В робочій читальні», «Збір урожаю», «Переможець гір», «Гребля Дніпрогесу», хоча, як і раніше, багато уваги приділяв пейзажу («Озеро Валдайське», «Теплом повіяло», «Ранній сніг», «Осінь в горах»). 
Пізніше Смирнов створив серію графічних портретів радянських художників (в 1926—1930 роках), нові пейзажі Криму, Підмосков'я, Башкирії (30-ті роки), серію пейзажів для шкіл (1940), серію літографій «По шевченківським місцям» (1946).
Також Смирнов багато працював для видавництв, ілюстрував дитячі книги. Залишив спогади про Костянтина Коровіна, Аполінарія Васнецова, Миколу Касаткіна, Леонарда Туржанського та інших художників, з якими був знайомий. 
Помер у 1954 році.

## Творчість
Борис Смирнов був порівняно продуктивним художником. За 55 років творчості намалював сотні картин — переважно портрети та пейзажі. Працював в різних техніках — акварель, графіка, малював олією. Нині його роботи зберігаються в понад 40 музеях Росії і кількох — в Україні.
Також Смирнов створив 50 ілюстрацій до «Повного збірника творів Т. Шевченка» (Катеринослав, 1914), до його балади «Причинна» і поезії «Думи мої, думи...» (1945), альбому «На Вкраїні милій» (1945 — 1947); численні пастелі: «На березі Дніпра» (1917), «Світанок на річці» (1937), «Рання весна» (1948); акварелі: «Похорон Т. Шевченка на Чернечій горі б. Канева» (1944), «Плотарі співають», «Реве та стогне Дніпр широкий», «За читанням «Кобзаря» в хаті на могилі Т. Шевченка» (1945), «Останній шлях Т. Шевченка» (1946).
Ілюстрації Б. Смирнова до «Повного збірника творів Т. Шевченка» (1914)  не сподобалися українському історику Дмитру Дорошенку (1882-1951). Про роботу художника він відгукнувся так:
|  | Видко, він не знав добре українського побуту та й не відзначався малярським хистом, його ілюстрації, на мій погляд, лиш зіпсували видання, але Ротенберг поспішав випустити книгу до ювілейних Шевченківських днів, і довелося помиритися з нехудожніми ілюстраціями . |

На прохання катеринославського видавця Леона Ротенберга, який видав том творів Т. Шевченка, Б. Смирнов напередодні ілюстрував "Мертві душі" М. Гоголя для подарункового видання класика (1913).
Кілька картин Смирнова зберігається в Національному музеї Тараса Шевченка в Києві.

## Галерея
Малюнки і акварелі, виконані Борисом Смирновим в 1904 році, коли він їхав по Великому сибірському тракту.

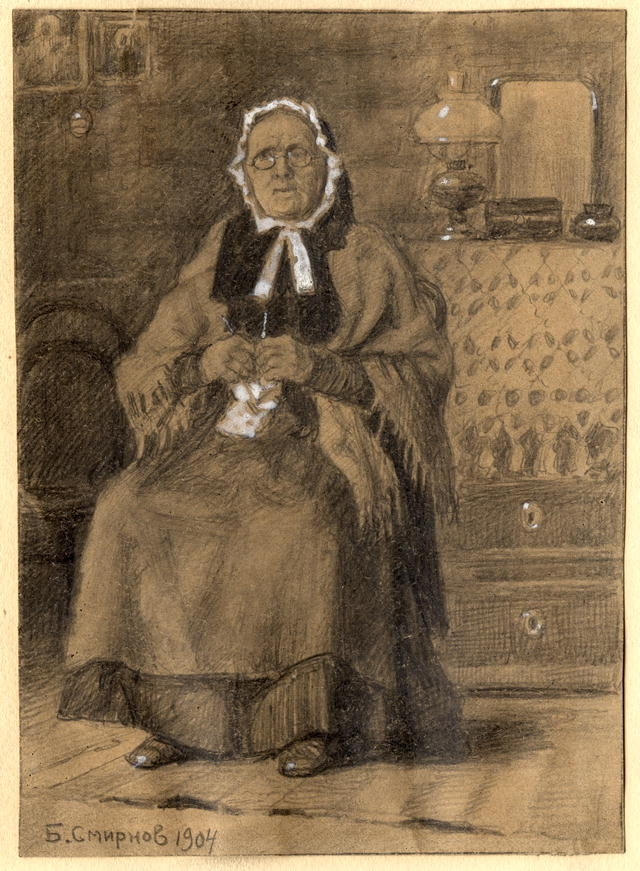
«Бабуся з Красноярська»
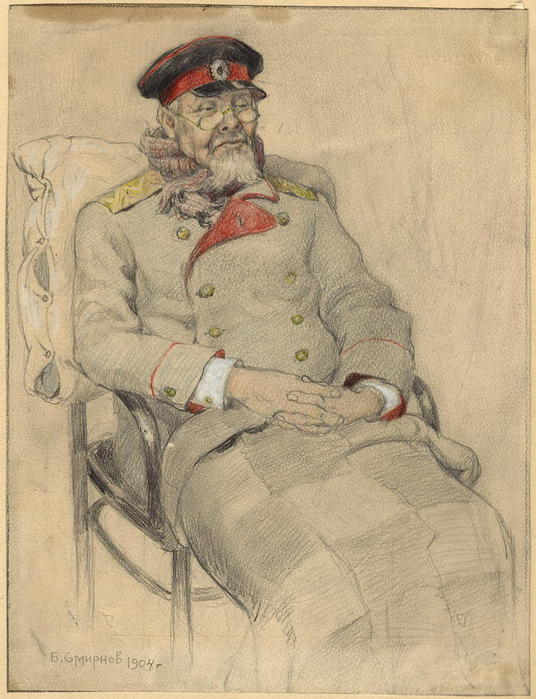
«Його превосходительство простудився»
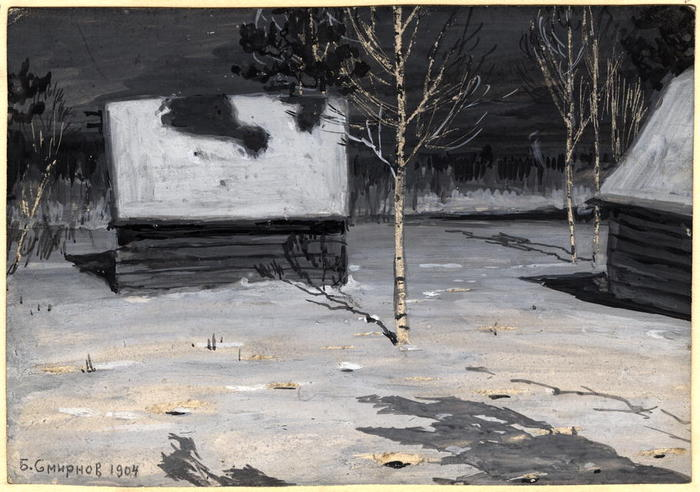
«Місячна ніч»
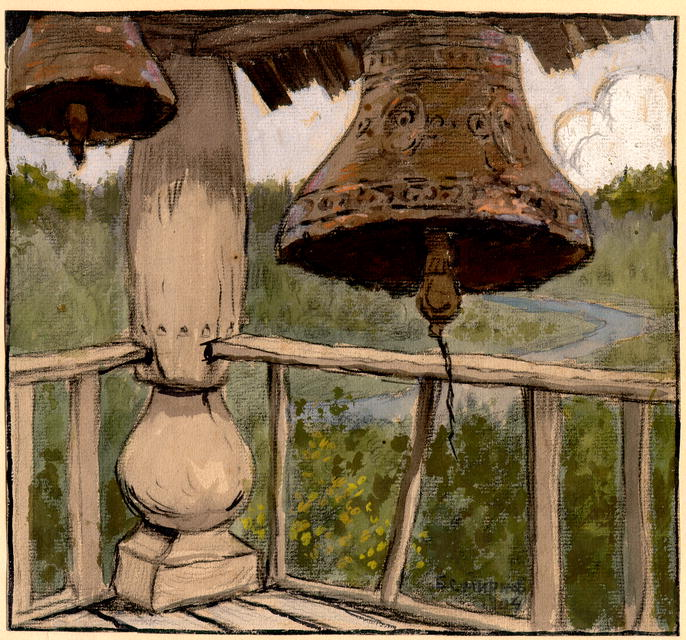
«Давня дзвіниця»
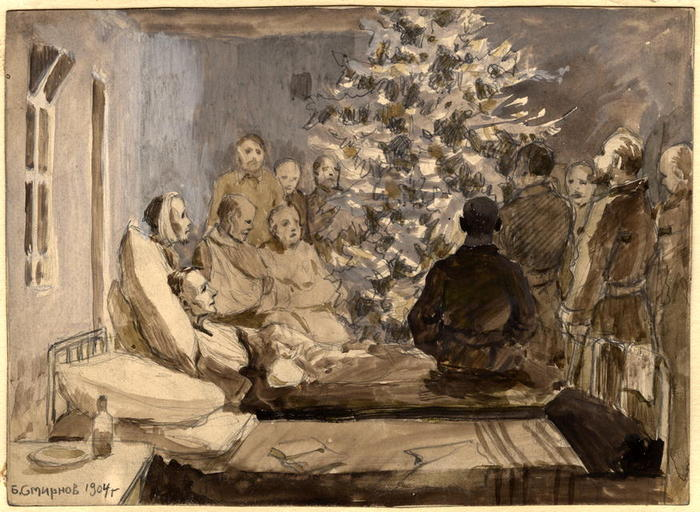
«Ялинка в лазареті»
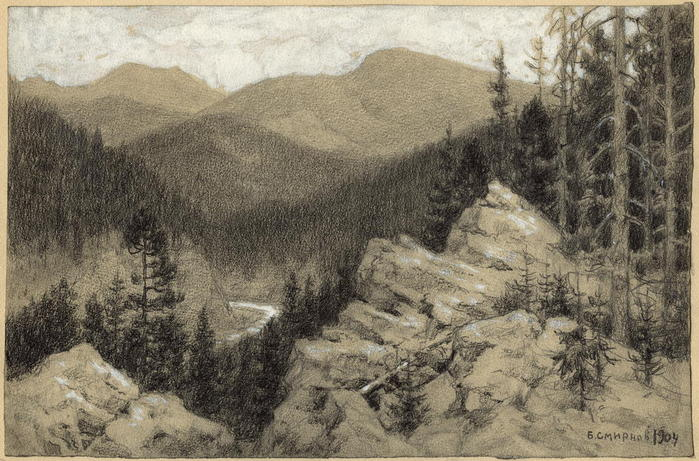
«Тайга в горах Уралу в районі Златоуста»
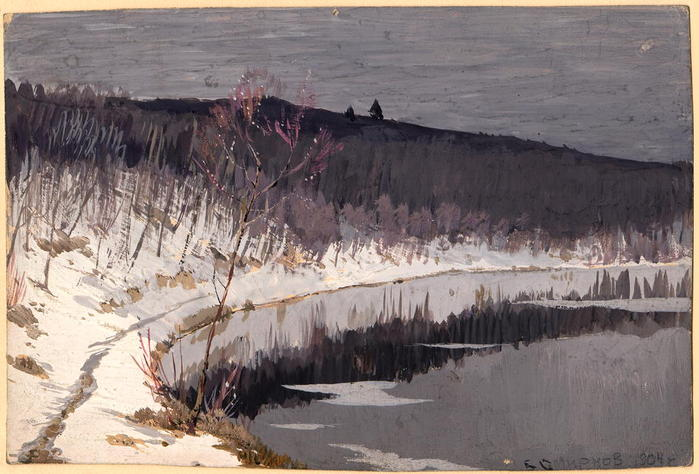
«Зацвіла верба»
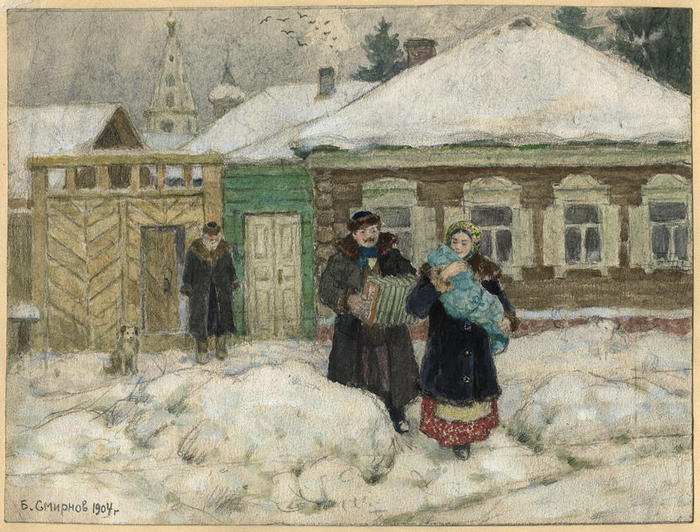
«В гості. Красноярськ.»
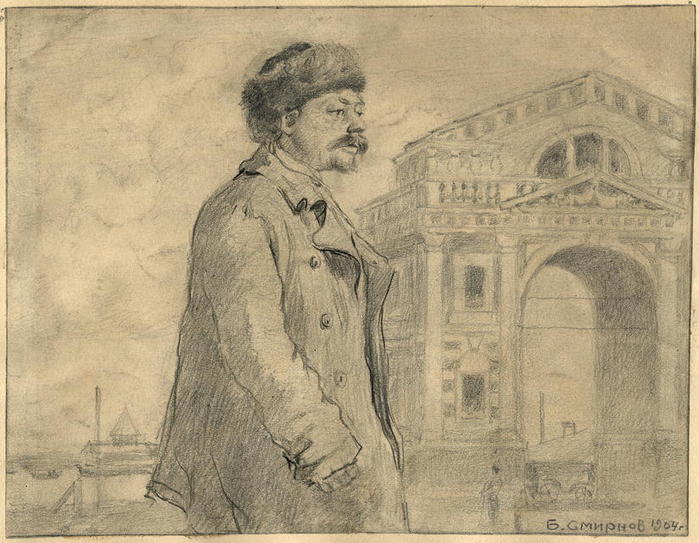
«Житель Іркутська - столяр»
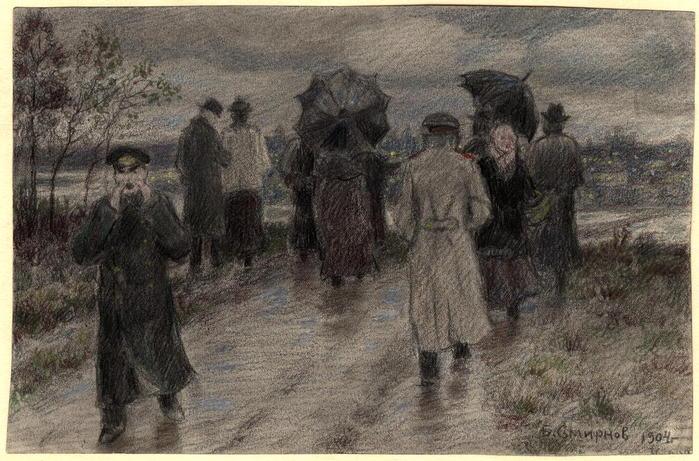
«Повернення з пікніка»
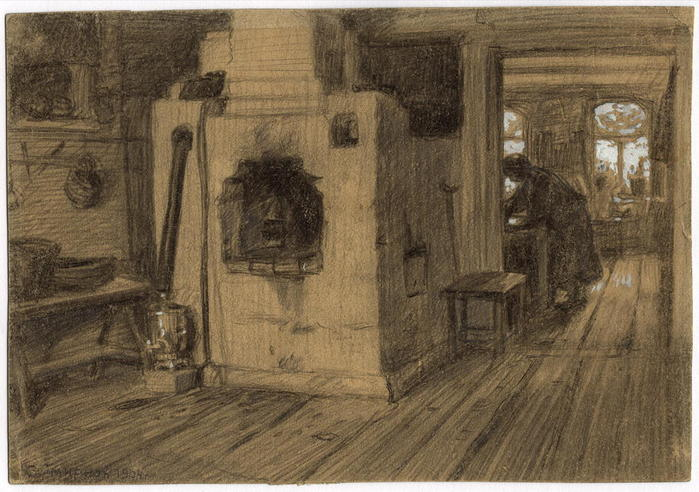
«У хаті на околиці Іркутська»
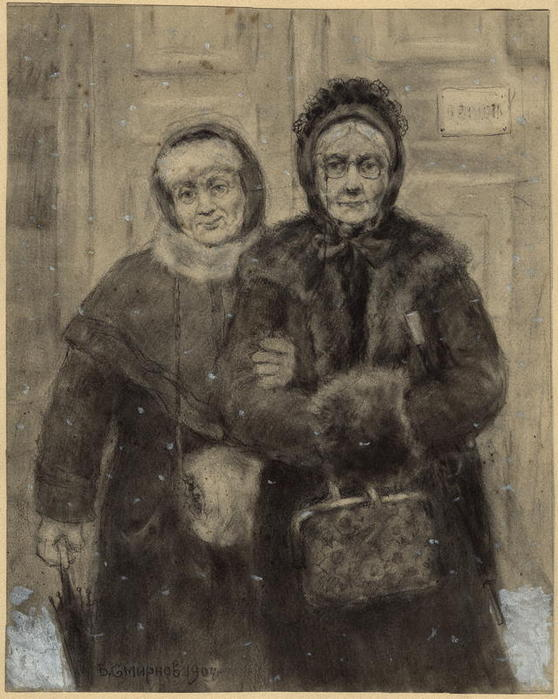
«Іркутські дворянки, подруги по гімназії»
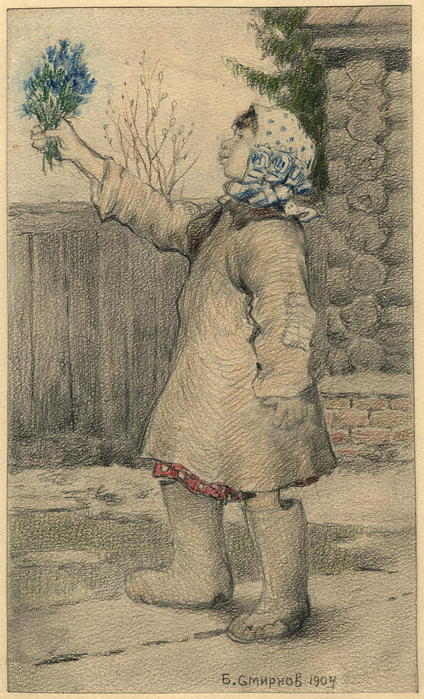
«Сирітка з сім'ї переселенців продає квіти в Іркутську»
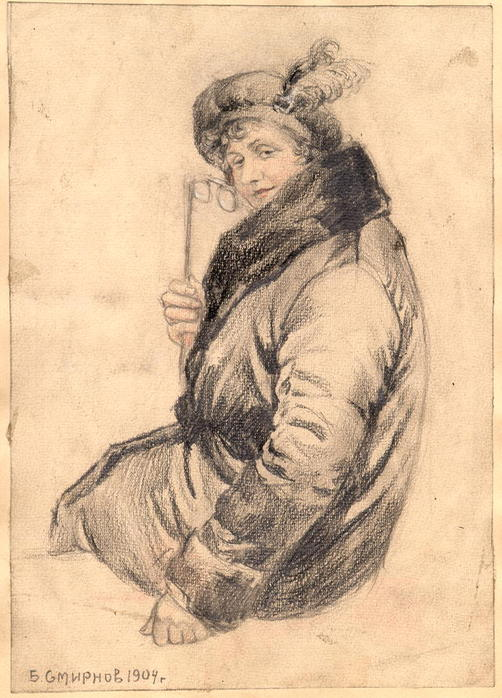
«Дружина суддівського чиновника. Іркутськ.»
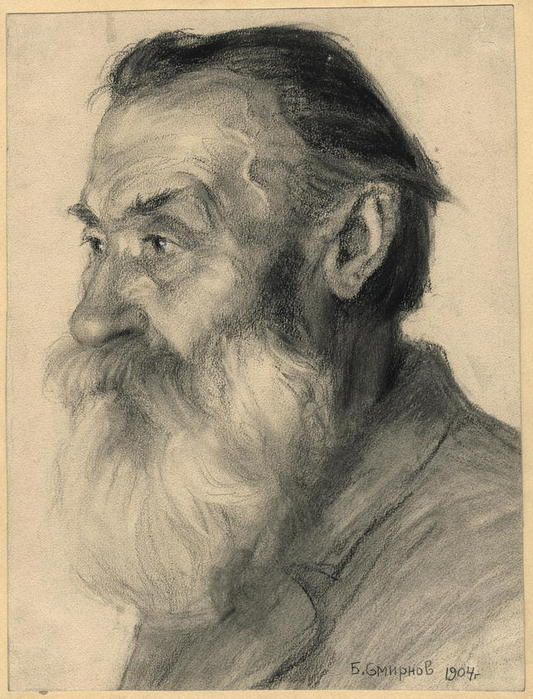
«Старий-переселенець з України»
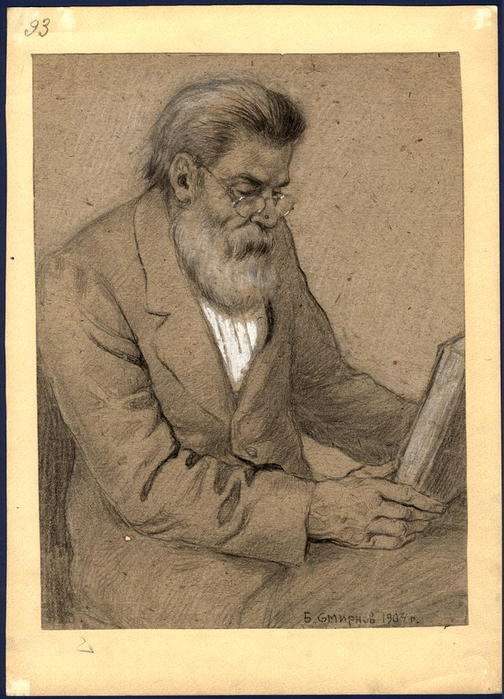
«Старий лікар на переселенському пункті в Іркутську»
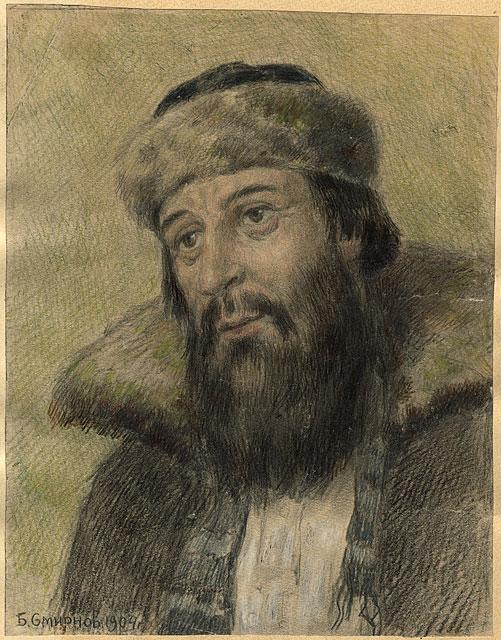
«Купець-старовір»
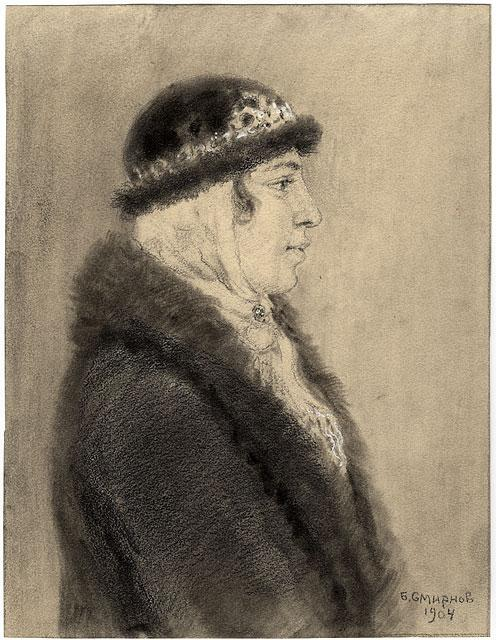
«Купчиха-старообрядка»
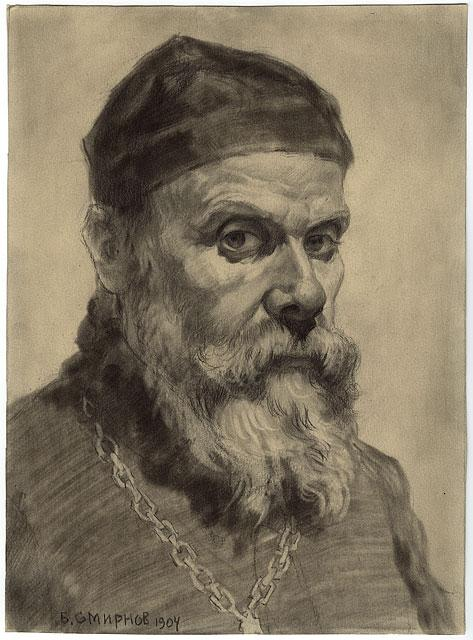
«Священик-старообрядець з Красноярська»

## Картини
- Графіка Бориса Смирнова з колекції Новосибірського Державного Краєзнавчого Музею (НДКМ) [Архівовано 11 вересня 2009 у Wayback Machine.]. Колекцію музей придбав у художника незадовго до його смерті в 1950 році за ініціативою директора музею М. М. Зоркого. Вона складається з 99 графічних листків. (рос.)
- Картини Бориса Смирнова з колекції Калузького Обласного Художнього Музею. [Архівовано 5 березня 2016 у Wayback Machine.](рос.)
- Картини Бориса Смирнова з колекції Чувашського Державного Художнього Музею. [Архівовано 27 вересня 2021 у Wayback Machine.] (рос.)